# IL-6

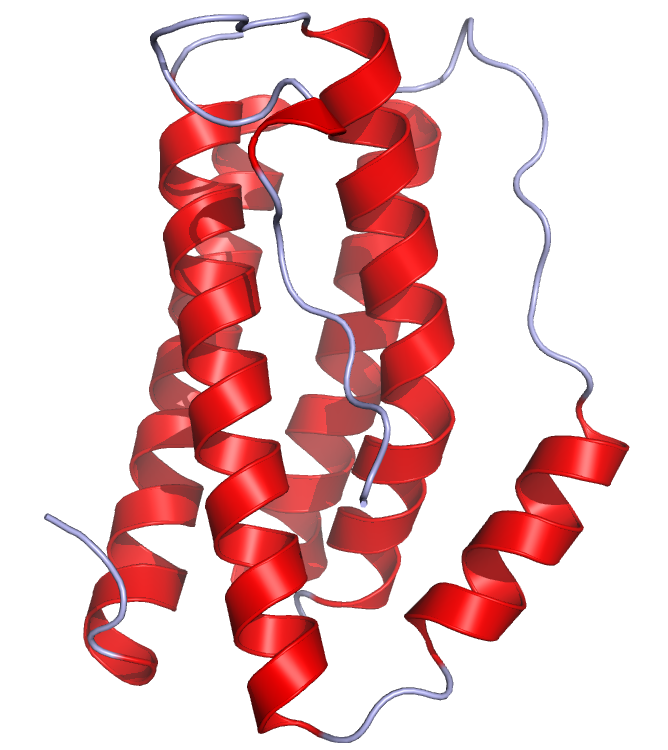
Kristalstructuur van IL-6 (uit de Protein Databank)

Interleukine-6 (IL-6) is een eiwit dat wordt gecodeerd door het IL-6 gen.

## Functie
IL-6 is een cytokine, betrokken bij zowel pro-inflammatoire als anti-inflammatoire reacties. T-cellen en macrofagen produceren IL-6 om het immuunsysteem te stimuleren bij weefselschade. IL-6 wordt verder ook geproduceerd door spieren als reactie op spiercontractie (cytokines gemaakt door spieren worden ook wel myokines genoemd). IL-6 heeft ook ontstekingsremmende effecten: het remt de functie van TNF-alpha en IL-1 (eiwitten die een stimulerende werking hebben op ontstekingsreacties) en activeert IL-1ra en IL-10 (bekende ontstekingsremmers).
IL-6 speelt een belangrijke rol in de koortsreactie. IL-6 kan langs de bloed-hersenbarrière en heeft in de hypothalamus invloed op de lichaamstemperatuur. Macrofagen produceren IL-6 na contact met pathogenen (ziekteverwekkers). Bepaalde delen van pathogenen kunnen herkend worden door herkenningsreceptoren op o.a. macrofagen. De veelgebruikte Engelse term voor deze receptoren is Pattern Recognition Receptor (PRR). Zogeheten toll-like receptoren (TLRs) zijn een type PRR en bevinden zich op celoppervlakken en kunnen na herkenning van ziekteverwekkers een reactie in de cel opwekken die leiden tot de productie van een heel scala aan eiwitten waaronder IL-6.

## Rol in ziektes
IL-6 speelt een rol in een aantal ziektes waaronder diabetes, artherosclerose, prostaatkanker, en reumatoïde artritis. Mede daardoor is er veel aandacht voor IL-6 in het wetenschappelijke onderzoek.
Ook heeft IL-6 een rol bij de ziekte van Takayasu. Dit is een vasculitis van de grote vaten. Een middel tegen IL-6 is tocilizumab.